# Où se trouve le nofelet ?
 (décembre 2013).
Pour plus de détails, voir Fiche technique et Distribution.
Où se trouve le nofelet ? (en russe : Где находится нофелет?, Gde nahoditsa nophelet?) est un film écrit par Anatoli Eiramdzhan (ru), réalisé par Gerald Bejanov, sorti en 1987 et produit par Mosfilm. Les rôles principaux sont tenus par Vladimir Menchov, Aleksandr Pankratov-Tcherny et Irina Rozanova.

## Synopsis
Pavel Golikov, un ingénieur talentueux, travaille dans un institut où tous ses collègues sont exclusivement des femmes. Il est extrêmement timide et inexpérimenté vis-à-vis des femmes et est donc toujours célibataire. Il vit avec ses parents qui rêvent depuis longtemps de petits-enfants et le mettent en rapport, mais sans succès, avec des femmes dans l'espoir d'un mariage.
Un cousin de Pavel, Guena, arrive à Moscou et, à la demande des parents de Pavel, décide de rester jusqu'au mariage de Paul. Il l'habille de vêtements à la mode et trouve une méthode simple pour se familiariser avec la gent féminine. Il suffit de s'approcher d'une jeune femme dans la rue et de lui poser la question « Où se trouve le nofelet ? » ou sa variante « Où se trouve le plus proche nofelet ? ». Généralement, la personne abordée ne se doute pas que Nofelet est une anagramme du mot Telefon [le téléphone] et, intriguée, se met à réfléchir à ce que ce pourrait être et où ce pourrait bien se trouver. Lorsque l'intrigue est dévoilée, ça fait rire tout le monde et permet dans la foulée d'engager une conversation et faire connaissance.
Puis, Pavel remarque une passagère étrange qui se déplace tous les jours en bus. Après quelques jours, Pavel, surmontant sa timidité, ose enfin aborder la voyageuse.

### «Où est le plus proche le nofelet?»
Le mot « nofelet » est l'ananyme du mot « Телефон, telefon (téléphone) », prononcé dans l'ordre inverse.

## Distribution
- Vladimir Menshov :  Pavel Golikov (Pacha)
- Aleksandr Pankratov-Tcherny : Guennadi (Guena), le cousin de Paul
- Valentina Telitchkina : l'inconnue dont Pavel tombe amoureux
- Lioudmila Chagalova : Elena Arkadevna,la mère de Paul
- Nikolaï Parfionov :  Fiodor Mikhaïlovitch, le père de Paul
- Marina Dyuzheva :  Marina, une collègue et ancienne camarade de classe de Paul
- Ludmila Nilskaïa :  Vera Simakov, une collègue de Paul
- Natalia Konovalova : Nadia, une collègue de Paul
- Olga Chorina,  Luba, une collèguede Paul
- Yelena Pokatilova : Lena
- Elena Safonova : Alla
- Ekaterina Jemtchujnaïa : Zemfira, la bohémienne
- Inna Oulianova : Clara Semionovna, la patronne de Paul
- Irina Rozanova :  Valentine, la femme de Gene
- Olga Kabo :  passante à Sverdlovsk
- Nina Agapova : la tante Emma
- Inna Alenikova : Emma
- Svetlana Andropova : Galya, amie de Alla
- Elena Arzhanik : une passante abordée avec la tactique du nofelet
- Lidia Dranovskaïa : une parente d'Emma
- Rita Gladunko :  passagère
- Veronika Izotova : une passante abordée avec la tactique du nofelet
- Natalia Karpunina : Tamara
- Mikhaïl Kokchenov : le conducteur de trolleybus
- Svetlana Masleyeva
- Galina Petrova :  l'amie de Marina
- Aleksandr Pyatkov : gaillard en veste rouge avec deux filles
- Galina Samoïlova
- Nina Sarukhanova
- Ludmila Chevel
- Irina Chmeliova : Luda
- Elena Skorokhodova : Zoya
- Elena Tsyplakova :  la fille dans le dortoir de l'école de médecine (avec l'inscription sur sa chemise: J'aime les hommes d'âge moyen et les personnes âgées)
- Ladli Fetisov, la femme qui spécifie l'endroit où se trouve le téléphone
- Ekaterina Kuravlyova
- L. Lelikova
- T. Lyubimskaya
- L. Majkova
- T. Ryasnyanskaya
- L. Sergievskaya